# Aartal-Radweg (Taunus)
Der Aartalradweg ist ein 55 km langer Rad- und Wanderweg im unteren und mittleren Taunus, der fast vollständig am Rande der Aue des Flusses Aar verläuft und eine Höhendifferenz von 364 m aufweist.
Er führt von Diez an der Lahn (Anschluss an den Lahnradweg) über Hahnstätten, Aarbergen, Bad Schwalbach nach Taunusstein-Orlen. Die Wegführung wurde zuletzt 2023 angepasst, um den Radweg „sicherer, naturnaher und erlebnisreicher“ zu gestalten.
Parallel zum Aartalradweg verläuft die Aarstraße, die Aartalbahn und der Wanderweg Aar-Höhenweg.

## Anschlüsse

### Fahrrad
In Diez schließt der Aartalradweg an den Lahnradweg an.
In Hahnstätten beginnt der Loreley-Aar-Radweg, der in der Nachbarschaft der ehemaligen Bahnlinie Hahnstätten – St. Goarshausen der Nassauischen Kleinbahn verläuft und ab Miehlen direkt auf dem alten Bahndamm nach St. Goarshausen am Rhein führt.
In Taunusstein-Orlen sowie Adolfseck kreuzt der Deutsche Limes-Radweg.

### Bahn
Am Rande des Zentrums von Diez liegt der Bahnhof, der von der Regionalbahn und dem Regional-Express der Lahntalbahn bedient wird.
Eine Reaktivierung der Aartalbahn zwischen Diez und Wiesbaden ist in der Diskussion.